# IEntertainment Network
iEntertainment Network (formalmente conhecida como iMagic Online) é uma indústria de jogos de computador dos Estados Unidos, focadas em jogos online.